# West Falls Church-VT/UVA
West Falls Church-VT/UVA – stacja linii pomarańczowej metra waszyngtońskiego. Znajduje się w miejscowości Falls Church w stanie Wirginia. Przystanek został otwarty 7 czerwca 1986 roku.